# Álvaro Márquez
Álvaro Márquez (Minas, Lavalleja, Uruguay, 7 de marzo de 1990) es un futbolista uruguayo. Juega de defensa central y su actual equipo es Rentistas el cedido por  el Club Atlético Peñarol de la Primera División  de Uruguay.

## Trayectoria
Márquez se formó en Peñarol. A pesar de aún no haber debutado oficialmente el año 2010 es ascendido al primer equipo del club.

## Clubes
| Club               | País      | Año             |
| ------------------ | --------- | --------------- |
| Peñarol            | Uruguay   | 2010 - 2011     |
| Rentistas (cedido) | Uruguay   | 2011 - 2012     |
| Rampla Juniors     | Uruguay   | 2012 - 2013     |
| Carabobo (cedido)  | Venezuela | 2013 - 2014     |
| Cerrito            | Uruguay   | 2014 - presente |